# Менит
Менит (др.-греч. Μύνης) — имя двух персонажей древнегреческой мифологии:
- Менит — спартанец, отец Педиады, жены царя Аттики Краная[1][2];
- Менит — царь города Лирнесс, убитый Ахиллом[3], в поздних версиях мифа — муж Брисеиды. Его гибель описывают Гомер и Квинт Смирнский. Страбон называет подданными Менита киликийцев[4].